# Lima de Freitas
Lima de Freitas fue un pintor, diseñador y escritor portugués nacido en Setúbal en 1927 y fallecido en Lisboa en 1998.

## Biografía
Asistió a la Escuela de Bellas Artes de Lisboa. Fue ilustrador de más de un centenar de libros, entre los que destaca Don Quijote en la traducción de Aquilino Ribeiro. Estos dibujos fueron publicados recientemente en la traducción de José Bento, editado por Relógio d’Água. Autor de numerosas obras de arte, incluyendo pinturas murales de azulejos, especialmente los catorce paneles de la estación de tren de Rossio inspirados en los mitos y leyendas de Lisboa. 
Expuso colectivamente desde 1946 y de forma individual desde 1950. Se vinculaba al neorrealismo. Realizó diversos prefacios escritos y publicó varios textos en catálogos de exposiciones y publicaciones
Fue galardonado con varios premios, siendo un respetado profesor, así como miembro de la masonería.

## Obra

### Pintura
- O milagre das rosas, 1987.